# Megatech Industries
Megatech Industries ist ein auf Kunststoffkomponenten spezialisierter internationaler Automobilzulieferer mit Sitz in Vaduz, Liechtenstein.

## Geschichte
Megatech Industries wurde im Jahr 2009 von Maximilian Gessler gegründet und ist ein Automobilzulieferer und Partner in der Entwicklung und Produktion von Systemen, Modulen und Kunststoffkomponenten von PKWs und Nutzfahrzeugen. Zur Produktpalette gehören unter anderem Mittelkonsolen, Türverkleidung, Säulenverkleidungen Interieur und Exterieur, Ladekanten und -böden, Dachhimmel, Sitzrücklehnen, Radkastenverkleidungen sowie technische Bauteile.
Seit seiner Gründung kaufte Megatech Industries zahlreiche Werke und Unternehmen weltweit auf, so etwa im Jahr 2016 Boshoku Automotive Europe GmbH, ein Unternehmen der Toyota Boshoku Automotive Europe, spezialisiert auf Innenausstattung (besonders Säulenverkleidungen, Türverkleidungen und Kofferraum-Anbauelemente) mit fünf Werken in Europa.
Das Unternehmen baut auf dezentrale, schlanke Strukturen und betreibt insgesamt 11 Werke, 1 Entwicklungszentrum und 3 Büros in Brasilien, Deutschland, Frankreich, Indien, Österreich, Polen, Portugal, Spanien, Tschechien und die Zentrale in Liechtenstein.
Zu den Kunden gehören u. a. die VW-Gruppe mit Volkswagen, Seat, Skoda, Audi, Porsche und Bentley, sowie die BMW-Group, Mercedes, Renault sowie die Stellantis.

## Soziales Engagement
Als Beitrag zum Erhalt von Bienen und Natur ließ Megatech Industries 2017 auf dem Werksgelände in Waldbröl (Nordrhein-Westfalen) und in Tomaszow Mazowiecki (Polen) unter anderem in Zusammenarbeit mit dem Wurzbacher Imkerverein mehrere Bienenvölker ansiedeln. Der hierbei gewonnene Honig wird an die Mitarbeiter verteilt und erfreut sich als Kundengeschenk hoher Beliebtheit.